# Emil du Bois-Reymond
Pour les articles homonymes, voir du Bois et Reymond.
 (août 2024).
Emil Heinrich du Bois-Reymond, né le 7 novembre 1818 à Berlin et mort le 26 décembre 1896 dans la même ville, est un physiologiste allemand, l'un des fondateurs de l'électrophysiologie.
Élève de Johannes Peter Müller, Emil du Bois-Reymond appartient à l'école allemande des physiologistes du XIXe siècle, antivitalistes et matérialistes.

## Biographie
Issu d'une famille huguenote de Berlin, son père, Henri Félix du Bois-Reymond (1782-1864), est né à Saint-Sulpice en territoire prussien. Il est chef de service au ministère des Affaires étrangères de Prusse ainsi qu'au Conseil d'administration, situés à Berlin, alors capitale du pays. Sa mère, Minette Henry, est issue de l'une des familles huguenotes les plus anciennes et les plus respectées de la capitale prussienne. Son grand-père, Daniel Chodowiecki, fut président de l’Académie des Arts de Berlin et son père, Jean Henry, directeur de longue date de la Kunstkammer et bibliothécaire de la famille royale de Prusse.
Emil du Bois-Reymond est enterré au cimetière français de Berlin. Son frère cadet est le mathématicien Paul du Bois-Reymond.

## Parcours intellectuel
Emil du Bois-Reymond fait ses études secondaires au lycée français, puis entreprend des études de philosophie. En 1837, il s'inscrit à l'université de Berlin où il assiste à une leçon du chimiste Eilhard Mitscherlich qui le décide alors d'étudier les sciences naturelles. Il étudie l'histoire naturelle à Bonn pendant un semestre avant de retourner à Berlin, où il devient l'assistant de Johannes Peter Müller, avec qui il travaille à répéter et améliorer les expériences de Carlo Matteucci sur les muscles de grenouille. Il se consacre dès lors à l'étude du galvanisme et soutient sa thèse en 1843 avec pour sujet les poissons électriques vus à travers les textes classiques grecs et latins. Pour ses besoins expérimentaux, il met au point un galvanomètre particulièrement sensible.
En 1848, il publie le premier volume des Études de l'électricité animale (Untersuchungen über tierische Elektrizität) suivi d'un second en 1860 et d'un troisième en 1884. Il soutient une thèse d'habilitation en 1846 sur la réaction acide de la substance musculaire post mortem. Nommé Privatdozent en physiologie à Berlin, il devient membre de l'Académie royale des sciences et des lettres de Berlin en 1851 et membre étranger de la Royal Society en 1877.

## Ignorabimus
Emil du Bois-Reymond s'est également fait connaître pour ses conceptions des limites du savoir scientifique. En 1872 et encore en 1880, lors d'un fameux discours à l'Académie royale des sciences de Prusse, il liste sept problèmes ou énigmes, auxquels la science n'a pas réellement de réponse et, selon lui, n'en aura jamais :
1. la nature de la matière et de la force,
2. l'origine du mouvement,
3. l'origine de la vie,
4. l'apparente téléologie de la nature,
5. l'origine de simples sensations,
6. l'origine de l'intelligence et du langage,
7. le libre arbitre.

Ce pessimisme scientifique le conduit à formuler le célèbre ignoramus et ignorabimus : « nous ne savons pas et nous ne saurons pas. », auquel David Hilbert répondra dans un discours à la radio en 1930, affirmant que toute connaissance est accessible par la science avec sa formule non moins célèbre « Wir müssen wissen, wir werden wissen » (« Nous devons savoir, nous saurons »).

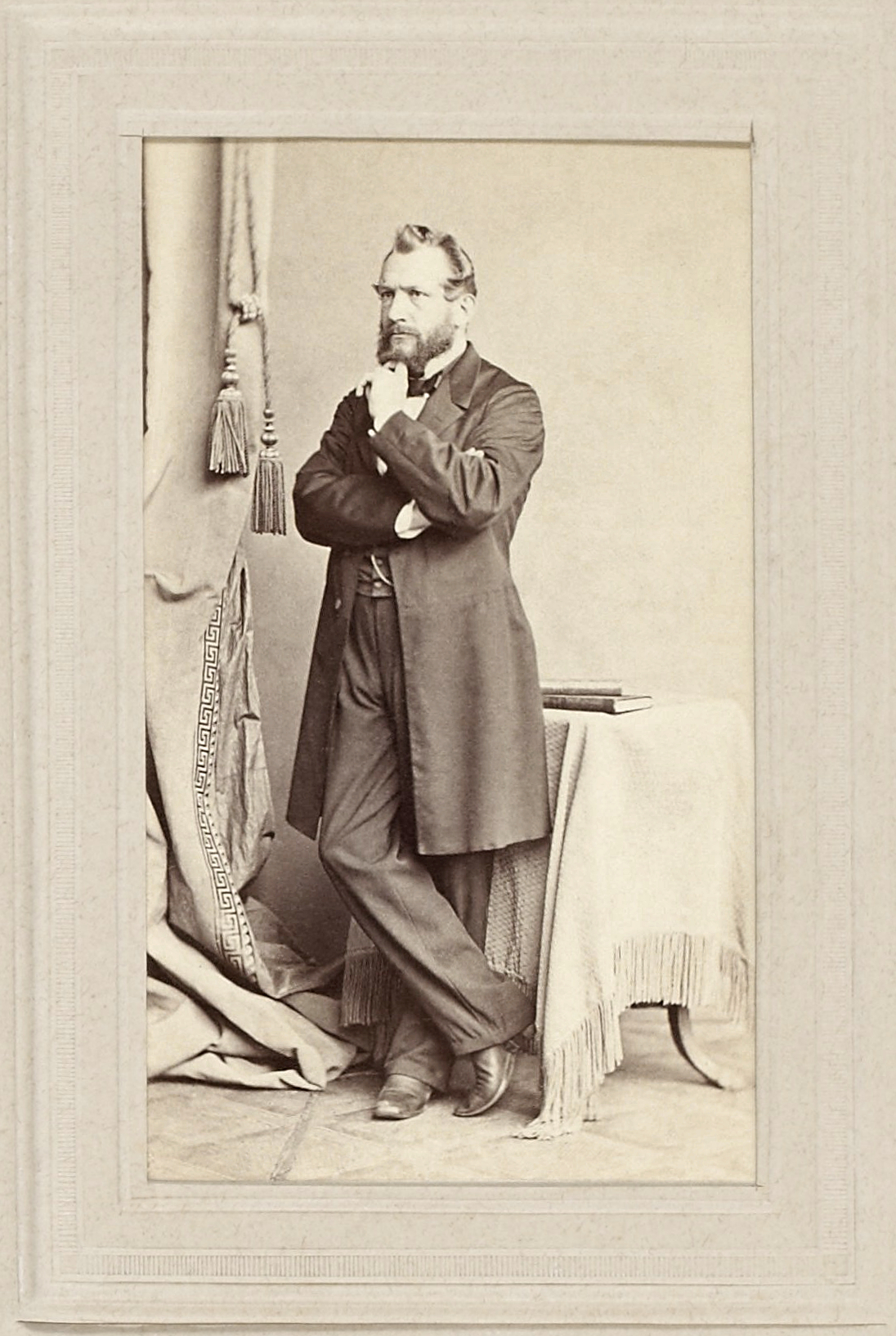
Emil du Bois-Reymond vers 1870
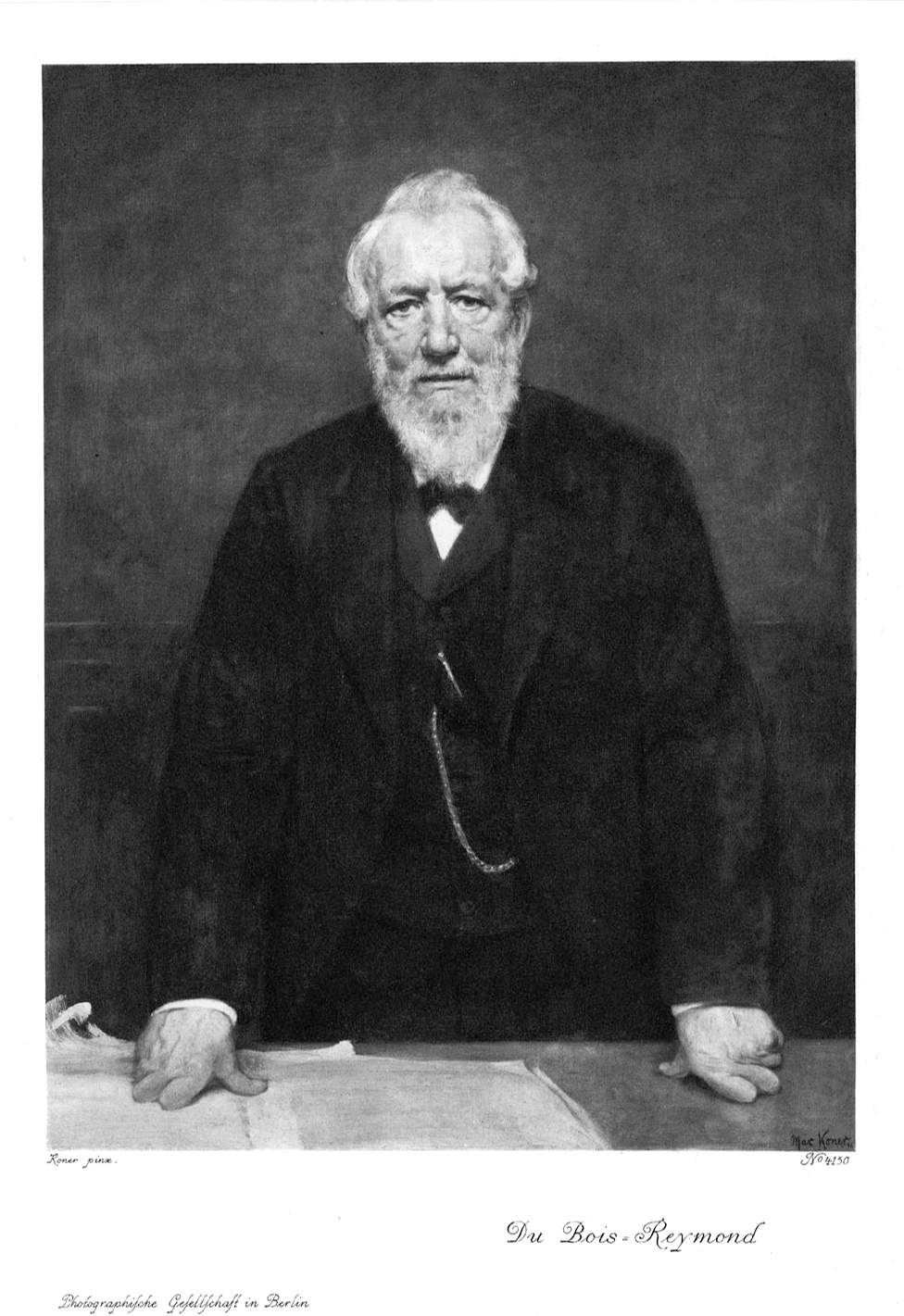
Emil du Bois-Reymond, date inconnue

## Œuvres, travaux et publications
- (de) Untersuchungen über thierische Elektricität,Reimer, Berlin, 1849 : texte intégral, Berlin, 1884 : texte intégral.
- (en) The Seven World-Problems .

## Instruments
- Électrode impolarisable de Du Bois Reymond, instrument conservé par le Service de l'Inventaire et du Patrimoine - université de Strasbourg, Jardin des Sciences.
- Inscripteur linéaire de du Bois-Reymond, dit « kymographe à ressort », instrument conservé par le Service de l'Inventaire et du Patrimoine - université de Strasbourg, Jardin des Sciences.
- Télégraphe musculaire de Du Bois-Reymond, instrument conservé par le Service de l'Inventaire et du Patrimoine - université de Strasbourg, Jardin des Sciences.
- Rhéostat de du Bois-Reymond, instrument conservé par le Service de l'Inventaire et du Patrimoine - université de Strasbourg, Jardin des Sciences.